# Guinea i olympiska sommarspelen 2004
Guinea i olympiska sommarspelen 2004 bestod av 3 idrottare som blivit uttagna av Guineas olympiska kommitté.

## Friidrott
Herrar
Bana, maraton och gång
| Idrottare           | Gren      | Heat     | Heat      | Kvartsfinal      | Kvartsfinal      | Semifinal        | Semifinal        | Final            | Final            |
| Idrottare           | Gren      | Resultat | Placering | Resultat         | Placering        | Resultat         | Placering        | Resultat         | Placering        |
| ------------------- | --------- | -------- | --------- | ---------------- | ---------------- | ---------------- | ---------------- | ---------------- | ---------------- |
| Nabie Foday Fofanah | 100 meter | 10.62    | 7         | Gick inte vidare | Gick inte vidare | Gick inte vidare | Gick inte vidare | Gick inte vidare | Gick inte vidare |
| Nabie Foday Fofanah | 200 meter | 21.45    | 7         | Gick inte vidare | Gick inte vidare | Gick inte vidare | Gick inte vidare | Gick inte vidare | Gick inte vidare |

## Judo
Damer
| Idrottare    | Gren                   | Sextondelsfinal            | Åttondelsfinal       | Kvartsfinal          | Semifinal            | Återkval             | Final                | Final            |
| Idrottare    | Gren                   | Motståndare Resultat       | Motståndare Resultat | Motståndare Resultat | Motståndare Resultat | Motståndare Resultat | Motståndare Resultat | Placering        |
| ------------ | ---------------------- | -------------------------- | -------------------- | -------------------- | -------------------- | -------------------- | -------------------- | ---------------- |
| M'mah Soumah | Halv lättvikt (-52 kg) | Monteiro (POR) L 0000-1000 | Gick inte vidare     | Gick inte vidare     | Gick inte vidare     | Gick inte vidare     | Gick inte vidare     | Gick inte vidare |